# Капан (Јерменија)
Капан (јерм. Կապան) или Кафан је град у Јерменији и административни центар јерменског марза Сјуник. Град се налази на 316 км југоисточно од Јеревана. Са популацијом од 45.000 (2009) највећи је град целог јерменског југа.

## Етимологија
Реч "капан" долази од јерменског глагола "капел" (կապել) што у буквалном преводу значи „затворен“ или „окружен“. Термин је у старијим јерменским географским литературама означавао долину која је са свих страна затворена планинским ланцима.

## Историја
Подручје око Капана се први пут спомиње у V веку као мало сеоце. Древна насеобина се налазила на неких 15 км северозападно од данашњег града. Од X века насеље се постепено претвара у феудални посед и седиште кнезова из династије Џагикјанов. Град је доживео велики процват током XI века када се број становника попео на близу 15 - 20.000 људи. Град су 1103. опустошили и разрушили до темеља Турци Селџуци након чега он губи свој значај и поново се претвара у село.
Арапски путописац Аџаиб Аддуниа из XIII века је у свом делу „Сведска чуда“ описивао Капан као „недоступном месту усред планина и шума са мноштвом замкова“. 
С'почетка XVIII века у овој области се борбама против персијских и турских завојевача истакао јерменски устаник Давид Бек који је успео да са својом војском ослободи цео Сјуник.

## Економија
Садашњи Капан који је формиран срастањем околних села током XIX века је био и остао центар обојене металургије и рударства (Персијанци су га звали „Мадан“ што значи рудник). Комерцијално искориштавање локалних депозита почело је 1890.-их када је у граду изграђена топионица бакра уз помоћ француских рударских инжењера и капитала.
Развијају се и текстилна и инустрија намештаја, а није занемарив ни утицај сточарске производње и трговине.

## Географија
капан је највећи град у јужној Јерменији. Налази се у источном делу марза Сјуник, у долини реке Вохчи, на југоисточним обронцима Зангезурских планина. Јужно од града се издиже 3.206 m висока планина Хуступ.
| Клима Капан                                   | Клима Капан | Клима Капан  | Клима Капан | Клима Капан | Клима Капан | Клима Капан | Клима Капан | Клима Капан | Клима Капан | Клима Капан | Клима Капан | Клима Капан | Клима Капан   |
| Показатељ \ Месец                             | .Јан.       | .Феб.        | .Мар.       | .Апр.       | .Мај.       | .Јун.       | .Јул.       | .Авг.       | .Сеп.       | .Окт.       | .Нов.       | .Дец.       | .Год.         |
| --------------------------------------------- | ----------- | ------------ | ----------- | ----------- | ----------- | ----------- | ----------- | ----------- | ----------- | ----------- | ----------- | ----------- | ------------- |
| Средњи максимум, °C (°F)                      | 7,1 (44,8)  | 8,4 (47,1)   | 11,7 (53,1) | 17,1 (62,8) | 21,8 (71,2) | 25,8 (78,4) | 29,3 (84,7) | 29,3 (84,7) | 24,4 (75,9) | 19,8 (67,6) | 13,1 (55,6) | 9,0 (48,2)  | 18,07 (64,53) |
| Средњи минимум, °C (°F)                       | −13,0 (8,6) | −12,0 (10,4) | −8,0 (17,6) | −1,0 (30,2) | 4,0 (39,2)  | 8,0 (46,4)  | 11,0 (51,8) | 11,0 (51,8) | 7,0 (44,6)  | 1,0 (33,8)  | −6,0 (21,2) | −10,0 (14)  | −0,67 (30,79) |
| Количина падавина, mm (in)                    | 28 (11)     | 32 (12,6)    | 60 (23,6)   | 80 (31,5)   | 96 (37,8)   | 68 (26,8)   | 31 (12,2)   | 30 (11,8)   | 43 (16,9)   | 55 (21,7)   | 40 (15,7)   | 27 (10,6)   | 590 (232,3)   |
| Извор: World Meteorological Organisation (UN) |             |              |             |             |             |             |             |             |             |             |             |             |               |

## Градови побратими
- Борисов, Белорусија
- Глендејл, Калифорнија, САД

## Галерија
- Капан
- Споменик Давиду Беку у центру
- Споменик Гарегину Нджеу недалеко од града
- Стари мост у Капану
- Манастир Ваханаванк из X века
- Татевски манастир